# Hazenkamp (Venlo)
Het Hazenkamp is een wijk in Blerick in de gemeente Venlo in de Nederlandse provincie Limburg.

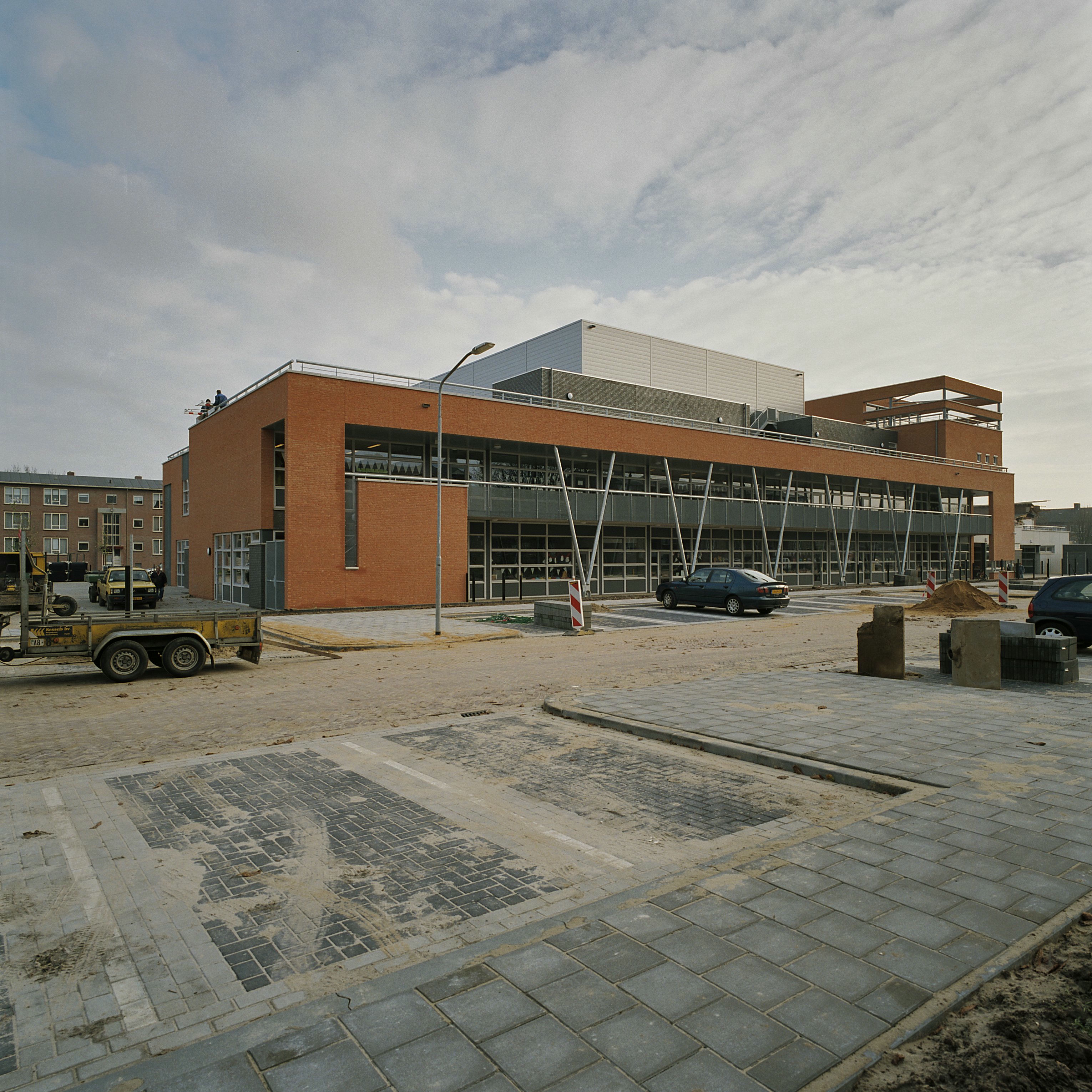
Boulevard Hazenkamp, een mix tussen seniorenwoningen en een school

Na 1820 bestond er een Onderste en Bovenste Hazenkamp. Deze verdeling kwam doordat er een hoogteverschil was in het uitgestrekte gebied, waar voorheen een boerderij met akkers lag. De woonwijk is direct na de Tweede Wereldoorlog ontstaan. Tegenwoordig is er tegenover de Hubertuskerk aan het Hubertusplein een zorgcomplex aangelegd, naast de nieuwbouw van een basisschool.